# Relações entre República Democrática do Congo e Ruanda
Relações entre a República Democrática do Congo e Ruanda referem-se às relações diplomáticas bilaterais entre a República Democrática do Congo (RD do Congo) e Ruanda. O comprimento da fronteira estadual entre os países é de 221 km. As relações foram suspensas desde 25 de janeiro de 2025.

## História
Em dezembro de 2008, após meses de negociações bilaterais, Ruanda e a República Democrática do Congo anunciaram uma reaproximação e uma operação militar conjunta contra a principal causa de instabilidade na região dos Grandes Lagos Africanos, as Forças Democráticas para a Libertação de Ruanda (FDLR). Os países também cooperaram na reintegração das forças rebeldes do Congresso Nacional para a Defesa do Povo (CNDP) nas forças armadas da República Democrática do Congo, e o líder rebelde Laurent Nkunda foi detido pelas autoridades ruandesas. 
As relações entre esses países da África Central melhoraram após a luta bem-sucedida contra um inimigo comum em território congolês. Os governos da República Democrática do Congo e de Ruanda tomaram medidas para restaurar relações diplomáticas formais após mais de uma década de fechamento. Em novembro de 2009, a RD do Congo nomeou um representante diplomático em Quigali, enquanto Ruanda nomeou um representante em Quinxassa dois meses antes. Os dois países têm um relacionamento difícil desde a invasão ruandesa do leste da República Democrática do Congo em 1998 para atacar os rebeldes hútus, a maioria dos quais fugiu do genocídio de 1994. Em 2009, uma operação militar conjunta bem-sucedida entre os dois países contra as forças rebeldes hutus ajudou a melhorar as relações.Em 2022, a República Democrática do Congo acolheu 210.067 refugiados do Ruanda e o Ruanda acolheu 76.530 refugiados da RD do Congo. Ambos os estados são membros da Comunidade da África Oriental.
Em 25 de janeiro de 2025, a República Democrática do Congo suspendeu as relações diplomáticas com o Ruanda . Em 26 de janeiro de 2025, a Ministra dos Negócios Estrangeiros da RD do Congo, Theresa Wagner, anunciou que as Forças de Defesa do Ruanda tinham invadido o seu país e estavam a prestar apoio ao Movimento 23 de Março, chamando aos acontecimentos uma "declaração de guerra".

## Missões diplomáticas
- A República Democrática do Congo tinha uma embaixada em Quigali.
- O Ruanda tinha uma embaixada em Quinxassa.

Em 26 de janeiro de 2025, a República Democrática do Congo encerrou a embaixada do Ruanda e chamou de volta os seus diplomatas.